# Ornavasso

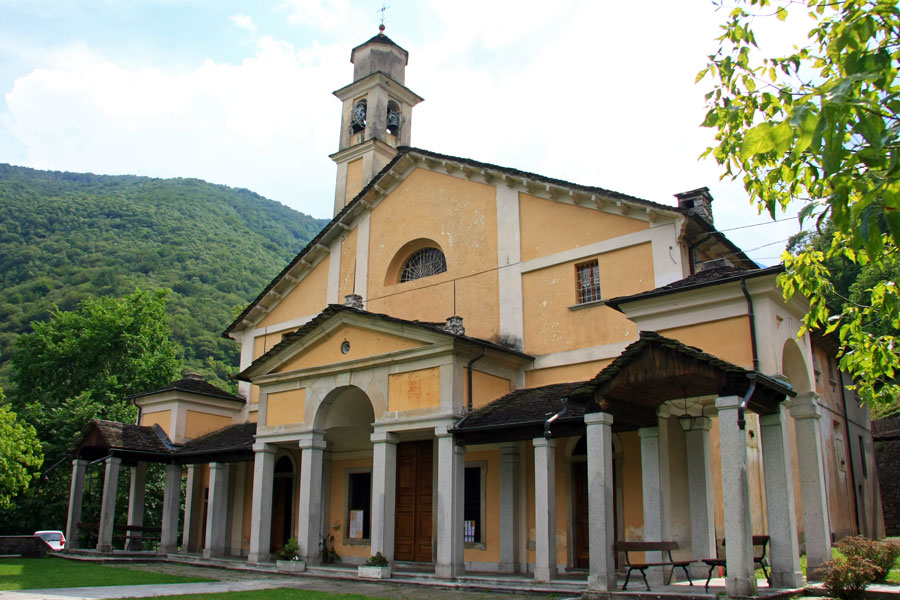
Wallfahrtskirche Madonna del Boden

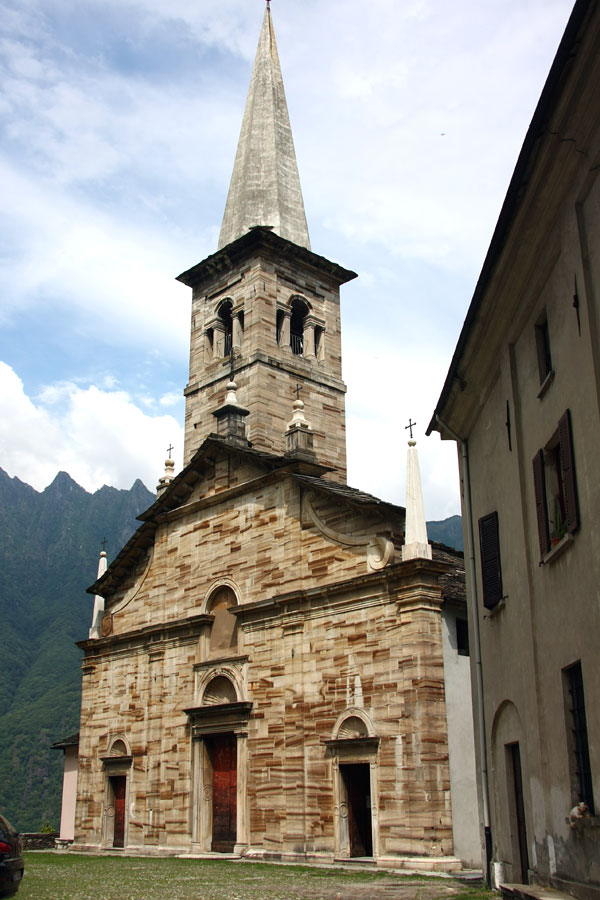
Pfarrkirche San Nicolao

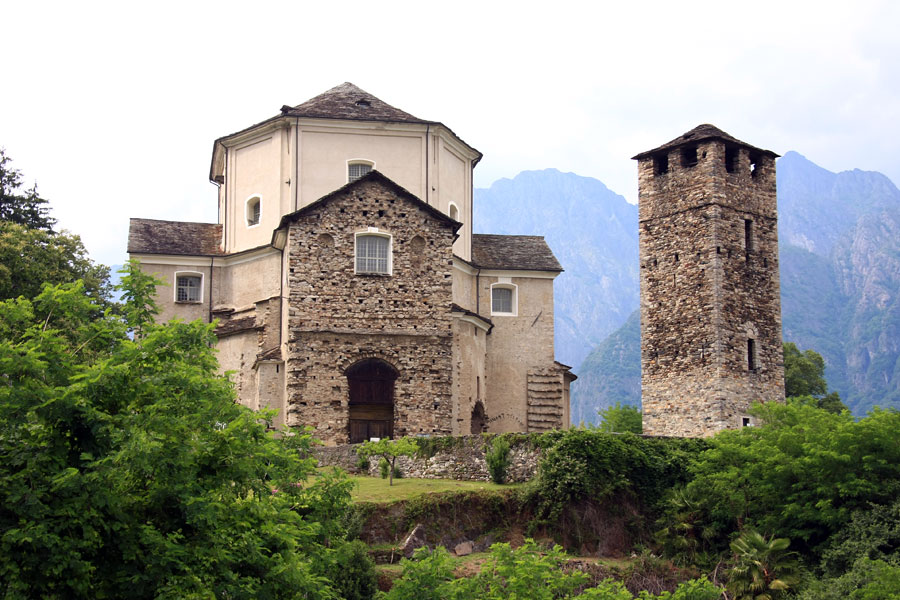
Kirche Madonna della Guardia und Wachturm

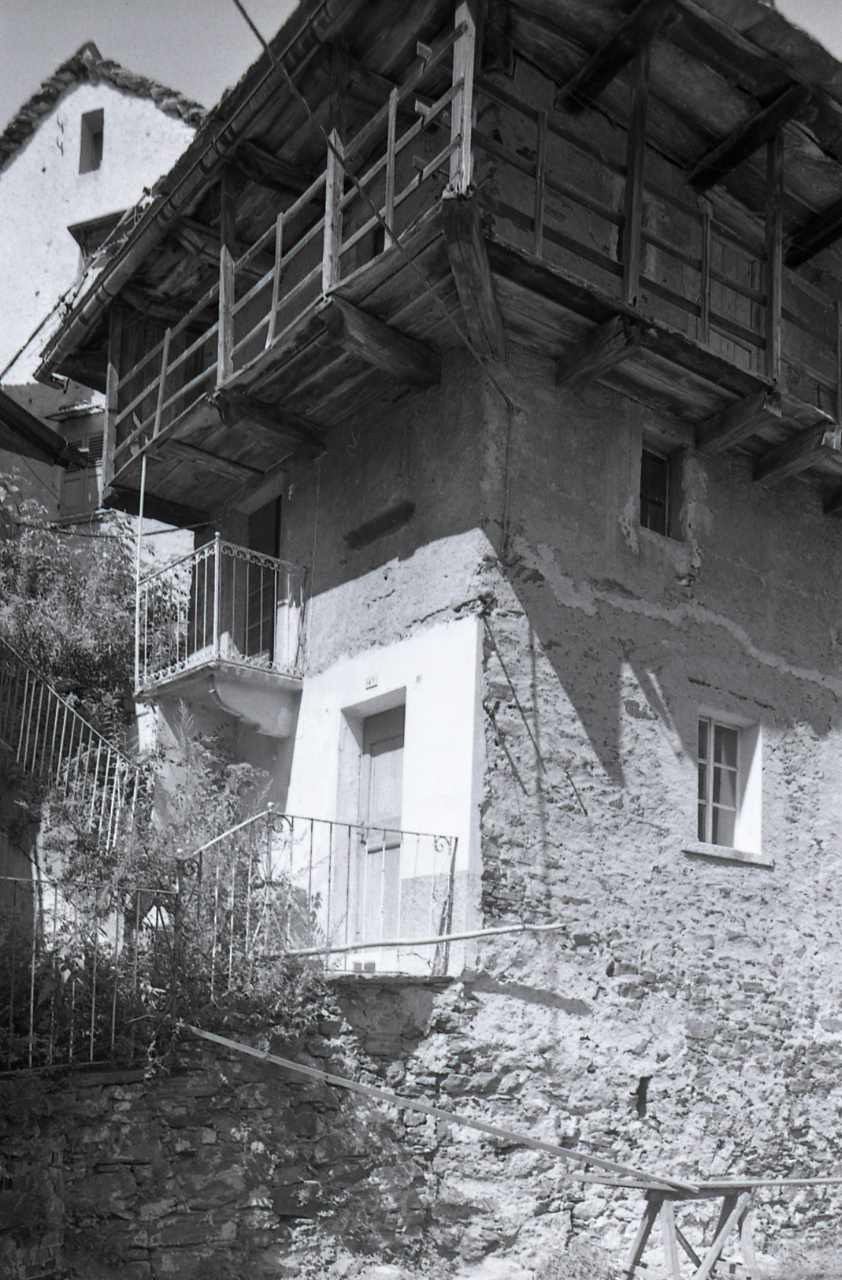
Altes Bauernhaus in Migiandone

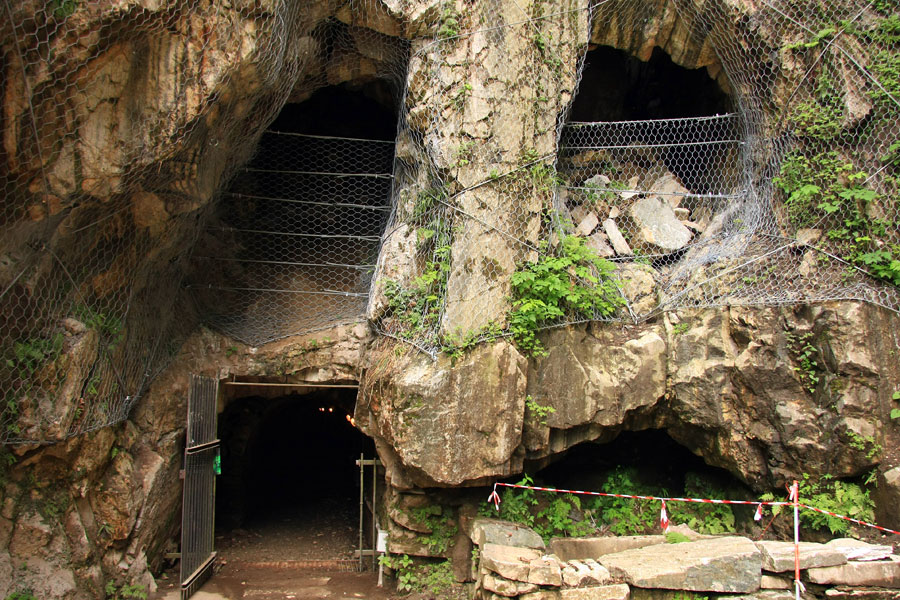
Eingang des Marmorsteinbruchs

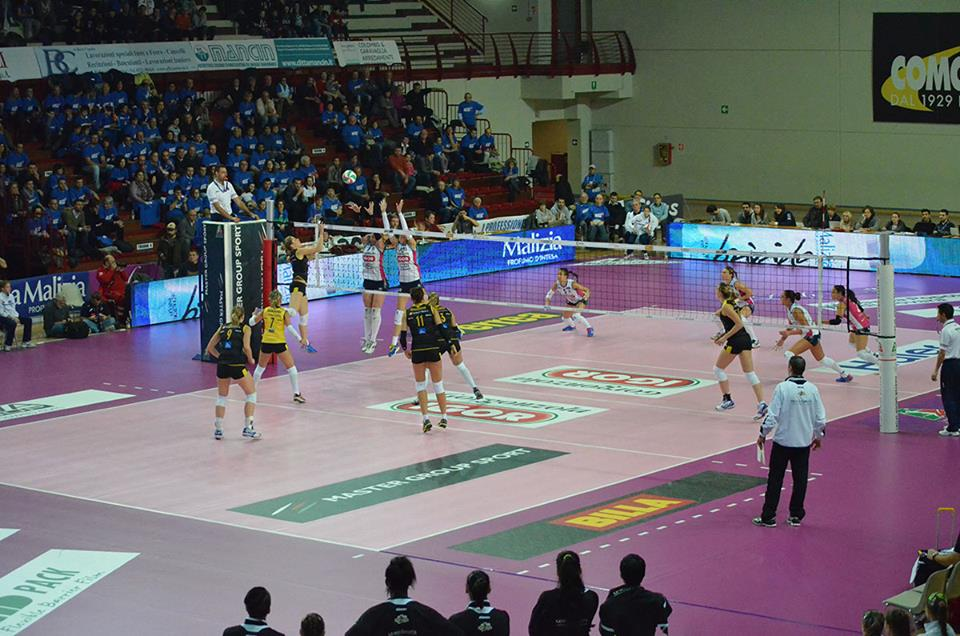
Das Volleyballteam Pallavolo Ornavasso

Ornavasso (lombardisch Urnavass, walserdeutsch Urnafasch) ist eine Gemeinde in der italienischen Provinz Verbano-Cusio-Ossola (VB), Region Piemont.

## Lage und Einwohner
Ornavasso liegt 15 km nordwestlich von der Provinzhauptstadt Verbania und 27 km südöstlich von Domodossola am Toce. Auf einer Fläche von 25 km² hat es 3310 Einwohner (Stand am 31. Dezember 2023). Zu Ornavasso gehört auch die Fraktion Migiandone.
Die Nachbargemeinden sind Anzola d’Ossola, Casale Corte Cerro, Gravellona Toce, Loreglia, Mergozzo, Premosello-Chiovenda und Valstrona.

## Geschichte

### Urgeschichte
In den Jahren 1890 und 1891 entdeckte Enrico Bianchetti zwei Nekropolen in den Ortsteilen San Bernardo (vorerst 165 Gräber; 1941 und 1952 wurden weitere 16 gefunden) und In Persona (165 Gräber). Die Gräber, hauptsächlich Erdbestattungen, werden in die Zeit zwischen dem zweiten Jahrhundert vor Christus und dem 1. Jahrhundert nach Christus datiert und der römisch beeinflussten Kultur der Lepontier zugeordnet. Beide Nekropolen müssen zu einem einzigen großen Dorf gehört haben, in dem Schafzucht und Holzbau betrieben wurde. Das Dorf lag am Verkehrsweg, der vom Lago Maggiore (damals noch bis nach Gravellona Toce reichend, wo Hafenanlagen gefunden wurden) in Richtung der Alpenpässe führte. Die Funde sind sowohl keltisch als auch italisch und stammen vielleicht von der Kultur der Golasecca ab, worauf Kreiselflaschen und Fibeln hinweisen. Auf der sogenannten «Latumarusvase», die aus der Nekropolis von San Bernardo stammt und auf das 1. Jahrhundert vor Christus datierbar wird, befinden sich Inschriften im lepontisch-ligurischen Alphabet. Die gefundenen Materialien werden im Museo del paesaggio in Verbania gezeigt.

### Mittelalter: Besiedlung durch die Walser
Der Ort war 1275 im Besitz des Edlen Joncelmus von Ornavasso, der damals das Vizedominat von Naters im heute schweizerischen Wallis als bischöfliches Lehen erhielt. In der Folge ließen sich in Ornavasso wie auch im Nachbarort Migiandone Walser nieder, weshalb die beiden Ortschaften bis ins 19. Jahrhundert hinein eine deutsche Sprachinsel bildeten. Die Ornavasser sollen noch im 19. Jahrhundert zum Marienheiligtum in Glis gepilgert sein, und laut Albert Schott hätten sie «vor alters jeden todten nach Glys zum begräbnis gebracht und zahlten [um 1840] noch kirchensteuer dahin». In Naters erinnert bis heute der Urnafass-Turm an die einstige Verbindung zwischen dem Walliser Ort und Ornavasso. Bis heute erhalten haben sich etliche walserdeutsche Flur- und sonstige Örtlichkeitsnamen, etwa Santuario della Madonna del Boden «Boden, ebenes Stück Land», Trenghi «Tränke», Breitawong «Breitwang, breiter Abhang» Farambudu «Farnboden», il Dorf «Dorf», il Bach «Bach» oder la Grobo «Graben».
Im 14. Jahrhundert wirkten die Walser aus Ornavasso als Lieferanten von Marmor für den Bau des Mailänder Doms, wie eine Urkunde von 1392 festhielt: «Videtur quod ad præsens sit emenda a teutonicis de Ornavaxio cuncta quantitas marmoris».

### Neuzeit
Während des Zweiten Weltkriegs wurde in Ornavasso die Partisanenformation Divisione Valtoce mit ihrem charakteristischen blauen Taschentuch gegründet. Nach dem Sturz der Partisanenrepublik Ossola wurde sie unter dem Namen 2a Valtoce reorganisiert und in das Raggruppamento Di Dio integriert.

## Sport
Das Volleyballteam Pallavolo Ornavasso gewann 2009 die Meisterschaft in der Serie B2 und stieg in die Serie B1 auf, wo es in den Jahren 2011 und 2012 die Coppa Italia  gewann. Im Jahr 2012 stieg sie in die Serie A2, 2013 in die Serie A1 auf. Kurz vor Beginn der Saison 2014–2015 wurde das Team aufgrund finanzieller Probleme aus der Meisterschaft ausgeschlossen.

## Sehenswürdigkeiten
- Die Wallfahrtskirche Madonna del Boden ist die Erweiterung eines Oratoriums, das auf den Resten einer früheren Kapelle erbaut wurde. Sie ist für ein Wandbild der Heiligen Jungfrau bekannt, das von den Bewohnern der Gegend verehrt wurde. Nach der Überlieferung schlief in der Nacht zum 7. September 1528 eine Schäferin aus Ornavasso ein, nachdem sie ihre Schafe auf die Weide gebracht hatte. Als sie erwachte, waren alle Schafe entlaufen. Als sie auf der Suche nach ihnen in eine Kluft stürzte, führte sie die Muttergottes mithilfe eines Lichts, das aus der Kapelle vom Boden kam, zum nachmaligen Oratorium, wo sie ihre Schafe versammelt vorfand. Seitdem wird am 8. September das Fest der Muttergottes vom Boden oder der Wunder zu feiern. Das Oratorium wurde Mitte des 17. Jahrhunderts für die Pilger erweitert und um einen Chor, zwei Kapellen, die Sakristei und einen Portikus ergänzt. Die beiden Seitenschiffe und die Neugestaltung des Altars gehen auf die Mitte des 18. Jahrhunderts zurück. Das zunehmend verblasste Gemälde der ursprünglichen Kapelle wurde durch eine 30 cm hohe Statuette mit der Darstellung der gekrönten Madonna ersetzt.
- Wallfahrtskirche Madonna della Guardia: Die Legende erzählt von einem stummen Mädchen, das für seine Stiefmutter jeden Tag die Schafe auf die Weide führte. Vor dem Bild der Jungfrau fand es jeweils das Brot für den Tag, und eines Tages gewann sie dort auch die Sprache wieder. Das Gebäude wurde nach einem Projekt des Mailänder Architekten Attilio Arrigoni angefangen, aber in vereinfachter Form vollendet. Die Arbeiten an der achteckigen griechischen Kreuzstruktur begannen 1676 und wurden 1718 abgeschlossen. Chor, Presbyterium und elliptisches Gewölbe wurden zwischen 1718 und 1722 fertiggestellt.
- Der Torre di Guardia ist ein alter Wachturm, der im frühen 14. Jahrhundert von der Familie Barbavara d’Ornavasso, Feudalherren im Ossolatal, erbaut wurde. Er diente zum Aussenden optischer Signale mittels Feuerzeichen, um die Bevölkerung vor Angriffen der Walliser zu warnen, die im Tal wüteten. Heute fungiert er als Glockenturm.
- Die Cava di marmo (Marmorsteinbruch) liegt 1,5 km vom Zentrum entfernt in Richtung Madonna del Boden. Er lieferte den Rohstoff für den Bau der Fassade der Certosa di Pavia, die Abdeckung der Säulen im Achteck der Kathedrale von Pavia, den Friedensbogen in Mailand und einen kleinen Teil des Mailänder Doms. Der historische Teil des Steinbruchs ist für die Öffentlichkeit zugänglich und dient zugleich als Ort für musikalische Veranstaltungen.
- Die Linea Cadorna war ein militärisches Befestigungssystem, das während des Ersten Weltkriegs gebaut wurde, um die Nordgrenze Italiens vor einem möglichen österreichischen Angriff durch die Schweiz zu schützen. Die befestigten Linien schützten das italienische Gebiet zwischen dem Grossen St. Bernhard im Westen und dem Veltlin im Osten.
- Das 1988 eröffnete Museo della Resistenza Alfredo di Dio befindet sich im Zentrum der Stadt in einem Gebäude, das der Stadt Ornavasso von den Veteranen der Partisanenabteilung Alfredo Di Dio kostenlos zur Verfügung gestellt wurde. Es zeigt Dokumente des Widerstands und informiert über die Republik Ossola.

## Töchter und Söhne der Gemeinde
- Edoardo Piana Agostinetti (1896–1976), Weihbischof in Novara
- Elisa Longo Borghini (* 1991), Radrennfahrerin